# Alfred Bickel
Alfred Bickel (Eppstein, 12 maggio 1918 – 18 agosto 1999) è stato un calciatore svizzero, di ruolo attaccante.

## Carriera
Ha giocato come attaccante per il Grasshoppers e la Nazionale svizzera, con la quale partecipò ai Mondiali del 1938 e del 1950.
Nella prima divisione svizzera ha giocato dal 1935 al 1956, collezionando 405 presenze e segnando 202 gol, aggiudicandosi sette campionati e nove coppe nazionali.
In Nazionale ha giocato dal 1936 al 1954, scendendo in campo 70 volte e segnando 15 gol, tra cui quello della vittoria contro la Germania ai Mondiali del 1938. Detiene inoltre il record per il periodo più lungo trascorso tra due partite giocate dei Mondiali (12 anni e 13 giorni): insieme allo svedese Erik Nilsson è infatti uno dei due giocatori ad aver disputato una partita dei Mondiali prima e dopo la seconda guerra mondiale.
Dopo il ritiro dal calcio giocato ha cominciato la carriera di allenatore.

## Palmarès

### Club

#### Competizioni nazionali
- Campionato svizzero: 7

Grasshoppers: 1936-1937, 1938-1939, 1941-1942, 1942-1943, 1944-1945, 1951-1952, 1955-1956
- Coppa Svizzera: 9

Grasshoppers: 1936-1937, 1937-1938, 1939-1940, 1940-1941, 1941-1942, 1942-1943, 1945-1946, 1951-1952, 1955-1956